# Epopeia do Povo Mexicano
Epopeia do Povo Mexicano ou História do México através dos séculos é um afresco do pintor mexicano Diego Rivera realizado na escadaria principal do Palácio Nacional entre 1929 e 1935 sob encomenda de José Vasconcelos, o então Secretário de Educação Pública do país. A obra traça um panorama histórico da formação cultural do povo mexicano através de eventos políticos significativos na história do país, começando com a Colonização pelo Imperio Espanhol e chegando aos idos da Revolução de 1910. O mural foi restaurado em 2009 por conta das comemorações do Bicentenário da Independência do país.
O afresco cobre uma área total de 276 m², sendo subdivido em três seções: duas laterais de 7,49 x 8,85 m e uma central de 8,59 x 12,87 m. Sobre a parede direita, está retratado o México pré-hispânico através do mito de Ce Ácatl Topiltzin Quetzalcóatl; a parte central e maior representa o povo mexicano desde a Conquista espanhola até a década de 1930; a parte esquerda, por fim, retrata uma visão marxista do país durante o século XX.

## Diego Rivera: o artista

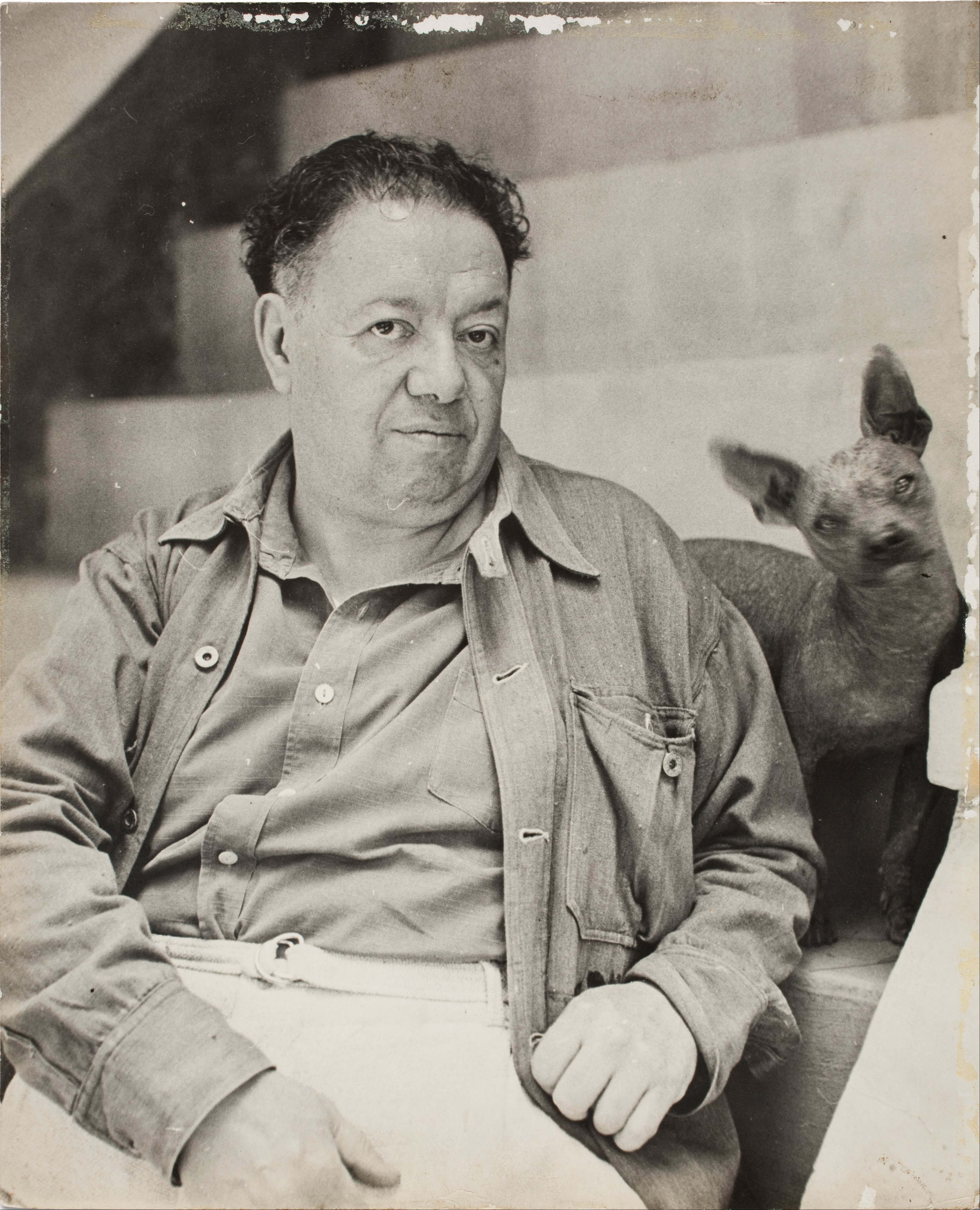
Diego Rivera na Casa Azul.

Diego Rivera é um dos mais reconhecidos artistas mexicanos. De afiliação comunista, criticou duramente o governo mexicano pelo que considerava uma subserviência às potências estrangeiras. Rivera nasceu em uma rica família judia de Guanajuato, mas tornou-se ateu ao longo de sua vida. Quando jovem, estudou na Academia de San Carlos, uma prestigiada escola de arte da Cidade do México. Após seus estudos, viajou pela Europa, onde entrou em contato com o movimento cubista, dividindo seu tempo com a técnica do afresco renascentista. De volta ao país natal, o artista passou a incrementar as técnicas europeias à tradução artística de seu povo, sendo que os murais produzidos para o governo mexicano neste período de sua carreira são evidências de sua fase artística original.
Apesar de ter o governo mexicano como cliente para este mural, Rivera sempre se destacou politicamente como um crítico de qualquer tipo de autoridade. Na pintura, buscou exaltar a cultura nativa de sua pátria, como as culturas asteca e zapoteca, opondo-se radicalmente ao mundo capitalista.
A primeira grande obra de Rivera foi o mural "Criação", que levou mais de um ano para ser concluído e retrata vinte figuras relacionadas à história da religião. Além de muralista, Rivera destacou-se como pintor tradicional, tendo preferência por figuras humanas, autorretratos e elementos culturais do povo latino-americano.

## O mural
Rivera liderou um projeto muralista do governo mexicano na década de 1920, seguindo o fim da Revolução Mexicana. O projeto tinha finalidade de não somente enaltecer os feitos do movimento revolucionário, como também promover a imagem do então governo como provedor de um novo século para o México. A série de murais foi realizada na Cidade do México entre 1923 e 1939.
Em agosto de 1929, Rivera deu início à pintura de seu grande mural na escadaria principal do Palácio Nacional do México. O palácio, situado em posição dominante no Zócalo, mais importante logradouro público da capital mexicana, foi erguido sobre os escombros do palácio do rei asteca Montezuma II, sendo atualmente o gabinete do Presidente do México e sede da maioria das secretarias executivas federais. O governo mexicano encomendou o mural a uma equipe formada por Rivera, Orozco e Siqueiros. Rivera havia sido encarregado de retratar os indígenas de forma brilhante e criticar os colonos espanhóis, alegorizando o triunfo da Revolução Mexicana sobre o governo de Porfírio Diaz. O mural consiste em quatro seções distintas, uma delas chegando a até 12 metros de altura.

## Descrição

### Seção norte
Esta seção do mural representa a pujança da cultura asteca, com seu povo e seus costumes ancestrais. A cena é encimada por um sol, o deus supremo da mitologia asteca, uma pirâmide e um líder nativo. Os astecas criam na necessidade de sacrificar periodicamente ao deus-sol a fim de manter a ordem no Universo. Diego Rivera retratou tais aspectos mitológicos, assim como a vida cotidiana dos astecas, incluindo os vulcões do Vale do México, mulheres e crianças, o cultivo do milho e atividades artísticas do povo. Outros aspectos místicos abordados são os sacrifícios a serpentes e jaguares. Os rituais astecas são também demonstrados em forma de danças aos deuses.

### Seção central

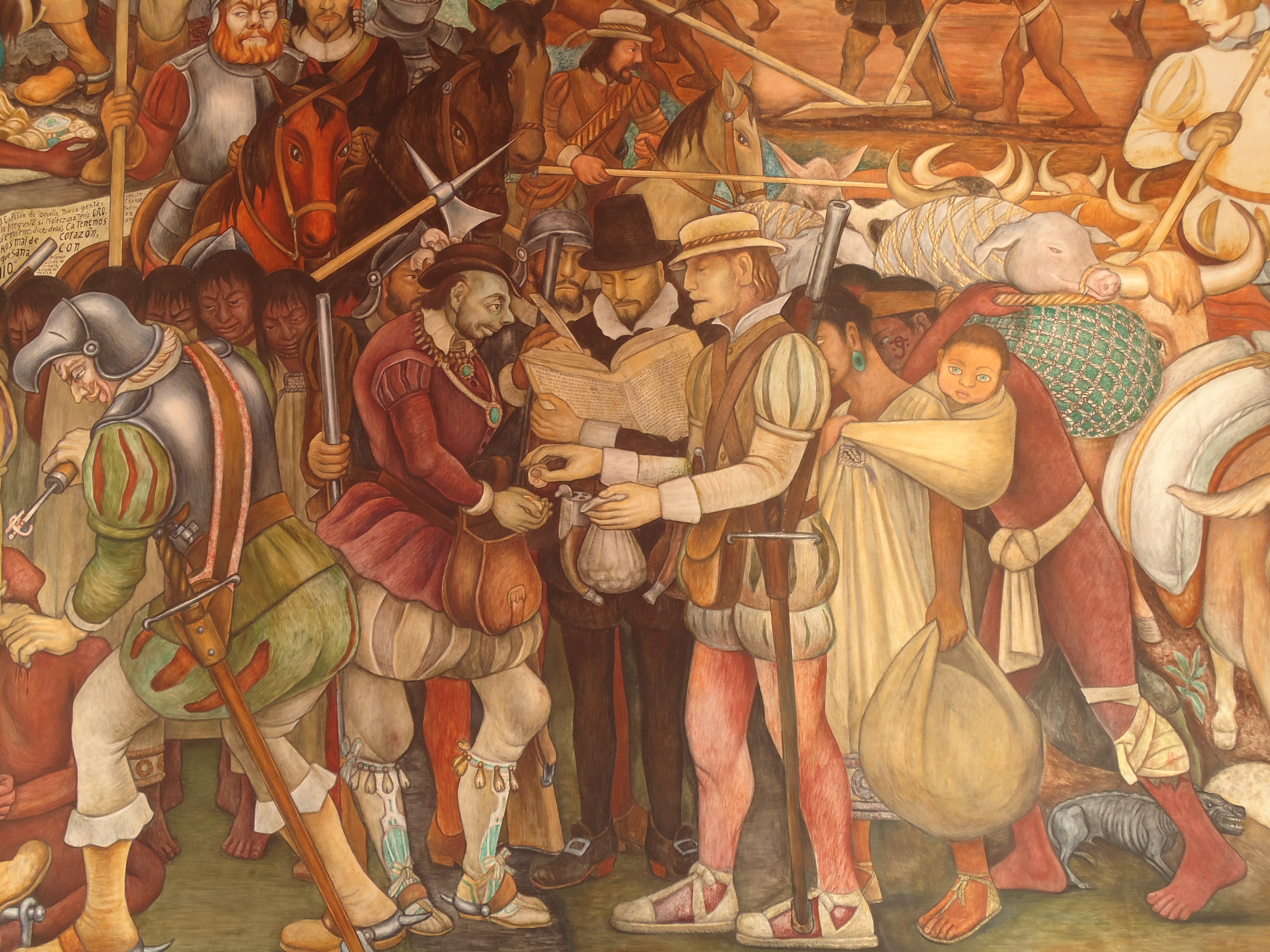
Chegada de Hernan Cortés em Veracruz, conforme retratada por Diego Rivera no mural.

A parte central dos murais resume a história Mexicana como um série de conflitos, rebeliões e revoluções contra a opressão. São basicamente cenas de combate bélico. Rivera pintou mexicanos e nativos comuns se revoltado contra espanhóis e franceses e vários ditadores, destacadamente Porfírio Diaz. No topo, o conquistador Hernan Cortés derrota os líderes astecas e estabelece o domínio espanhol no continente. Logo abaixo, os espanhóis tentam destruir os líderes militares nativos enquanto missionários católicos impõem a nova religião aos sobreviventes. A imagem central é de uma grande serpente devorada pela águia, alegoria representada também na bandeira mexicana.
As imagens laterais representam o período colonial. Um conquistador espanhol sequestra uma nativa. Alguns nativos se unem aos colonizadores enquanto outros são escravizados. Tem início a construção da nova capital colonial. Os nativos escravizados passam a construir muralhas, fortalezas e prédios públicos, como o precedente do próprio Palácio Nacional (onde o mural está localizado), além de prover a alimentação para os conquistadores. Esta parte do mural retrata como os espanhóis suplantaram a tradição asteca impondo costumes e tradições europeias, mais especificamente ibéricas. 

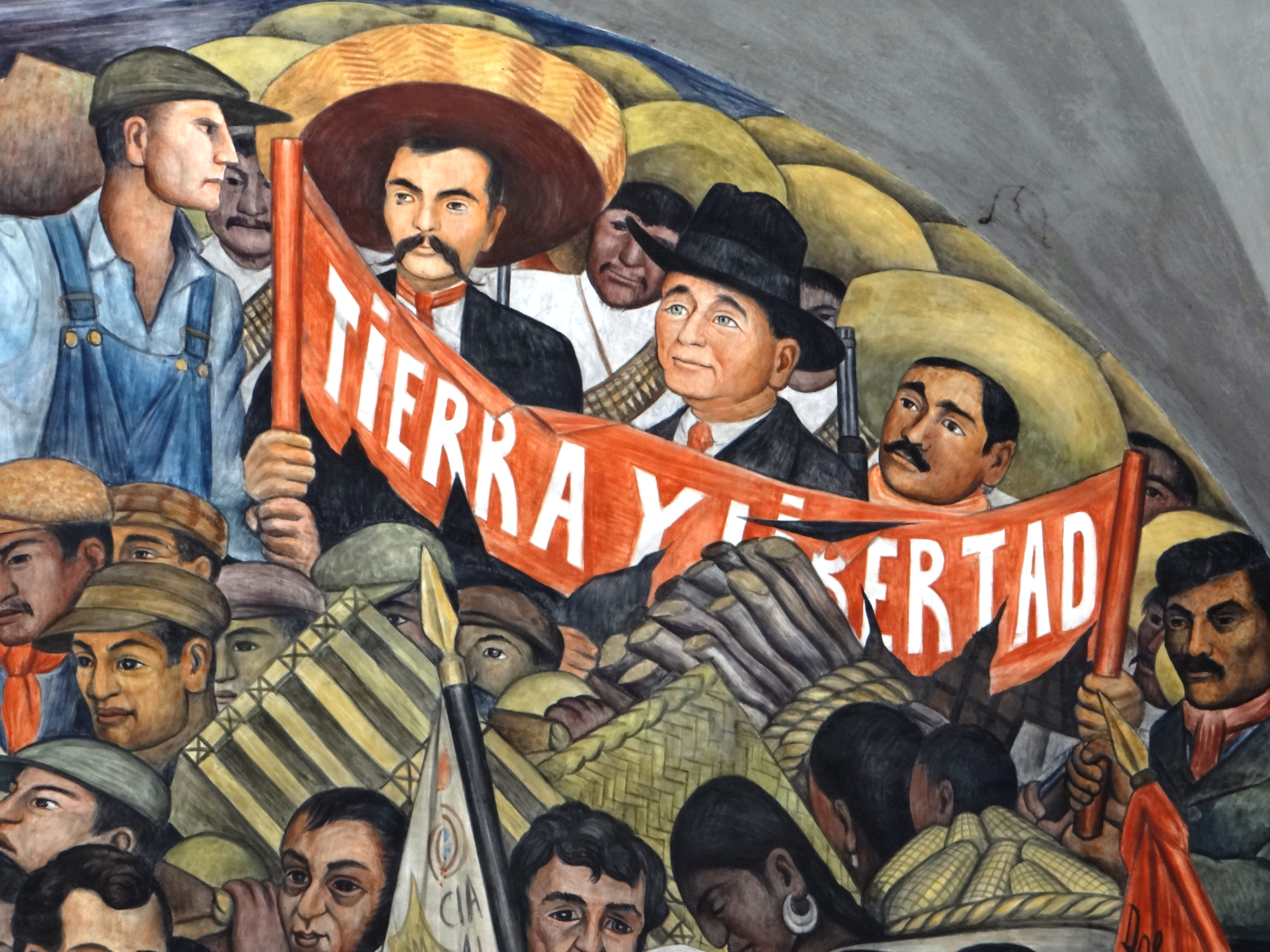
Emiliano Zapata, Felipe Carrillo Puerto e José Guadalupe Rodríguez com o estandarte "Tierra y Libertad".

À esquerda do mural central, Rivera retratou a execução de Maximiliano, imperador austríaco do México, significando o fim do domínio europeu no país. O mural enfatiza a figura histórica de Benito Juárez, o único indígena a chegar à presidência do país até hoje e considerado o fundador do México moderno. No topo da porção central do mural, estão os exércitos triunfantes de Emiliano Zapata e Pancho Villa, que lideraram a Revolução alegadamente levando o povo ao poder. Destaca-se uma faixa vermelha com o lema "Tierra y Libertad".

### Porção sul
Rivera dedicou esta seção da escadaria a retratar o futuro do país. São representações de fábricas e uma sociedade modernizada, incluindo ainda uma tremulante bandeira soviética e o próprio Karl Marx ao lado de operários e populares. Num canto do mural, o artista mexicano prestou homenagem à sua esposa e também artista Frida Kahlo. Kahlo e sua irmã, Cristina, são retratadas como professoras socialistas prevendo um "glorioso futuro" ao país. Tanto Rivera quanto o governo mexicano à época, encabeçado por Pascual Ortiz Rubio e Abelardo Luján Rodríguez, tinham tendências socialistas.